# Wapen van Hoogheemraadschap van Uitwaterende Sluizen in Hollands Noorderkwartier

Het wapen van het Hoogheemraadschap van Uitwaterende Sluizen in Hollands Noorderkwartier is in 1994 aan het een jaar oude Hoogheemraadschap van Uitwaterende Sluizen in Hollands Noorderkwartier toegekend. Dit hoogheemraadschap is ontstaan uit een fusie tussen het Hoogheemraadschap Noordhollands Noorderkwartier en het Hoogheemraadschap van de Uitwaterende Sluizen in Kennemerland en West-Friesland. Het wapen is een samenvoeging van de voorgaande wapens. 
In 2003 is het hoogheemraadschap gefuseerd tot het huidige Hoogheemraadschap Hollands Noorderkwartier . De keizerskroon is naar diens wapen overgegaan omdat dat hoogheemraadschap de opvolger is. Het Hoogheemraadschap van Uitwaterende Sluizen in Kennemerland en Westfriesland voerde in haar wapen de keizerskroon.

## Blazoen
De beschrijving van het wapen luidde als volgt:
In goud een dubbele adelaar van sabel, gebekt, getongd en gepoot van keel, iedere kop omgeven met een aureool van goud, met op de borst een schild van goud, beladen met een leeuw van keel, getongd en genageld van azuur, in de rechtervoorklauw een spade van natuurlijke kleur opgeheven houdende, en een van sabel gevoegde, gemetselde muur, in het midden onderbroken door een even hoge, dubbele sluisdeur en aan weerszijden daarvan voorzien van boogvormige openingen waarin eveneens een dubbele sluisdeur is aangebracht en, boven de deur, een ononderbroken schot, alles van natuurlijke kleur, de muur oprijzende uit een golvende schildvoet, golvend doorsneden in drieën, azuur, zilver en azuur. Het schild gedekt met een gouden keizerskroon, gevoerd van azuur.
Het hoogheemraadschap voerde alleen een schild als wapen. Het schild was van goud met daarop een zwarte dubbelkoppige adelaar met rode bek, tong en poten. Beide koppen hebben een gouden aureool. Op de borst heeft de adelaar een gouden schild met daarop een rode leeuw, diens tong en nagels zijn blauw. In de rechtervoorpoot houdt deze een spade vast. Onder dit alles staat een gemetselde muur met in het midden twee sluisdeuren. Aan beide zijdes staan boogvormige openingen met daarin sluisdeuren en daarboven schotten. De sluisdeuren zijn van natuurlijke kleur, in dit geval bruin. De muur komt uit de schildvoet welke golvend is doorsneden door drie banen: blauw, zilver en blauw. Het schild wordt gedekt door een blauw gevoerde keizerskroon.

## Vergelijkbare wapens

Het wapen van Hoogheemraadschap van de Uitwaterende Sluizen in Kennemerland en West-Friesland
Het wapen van Hoogheemraadschap Noordhollands Noorderkwartier
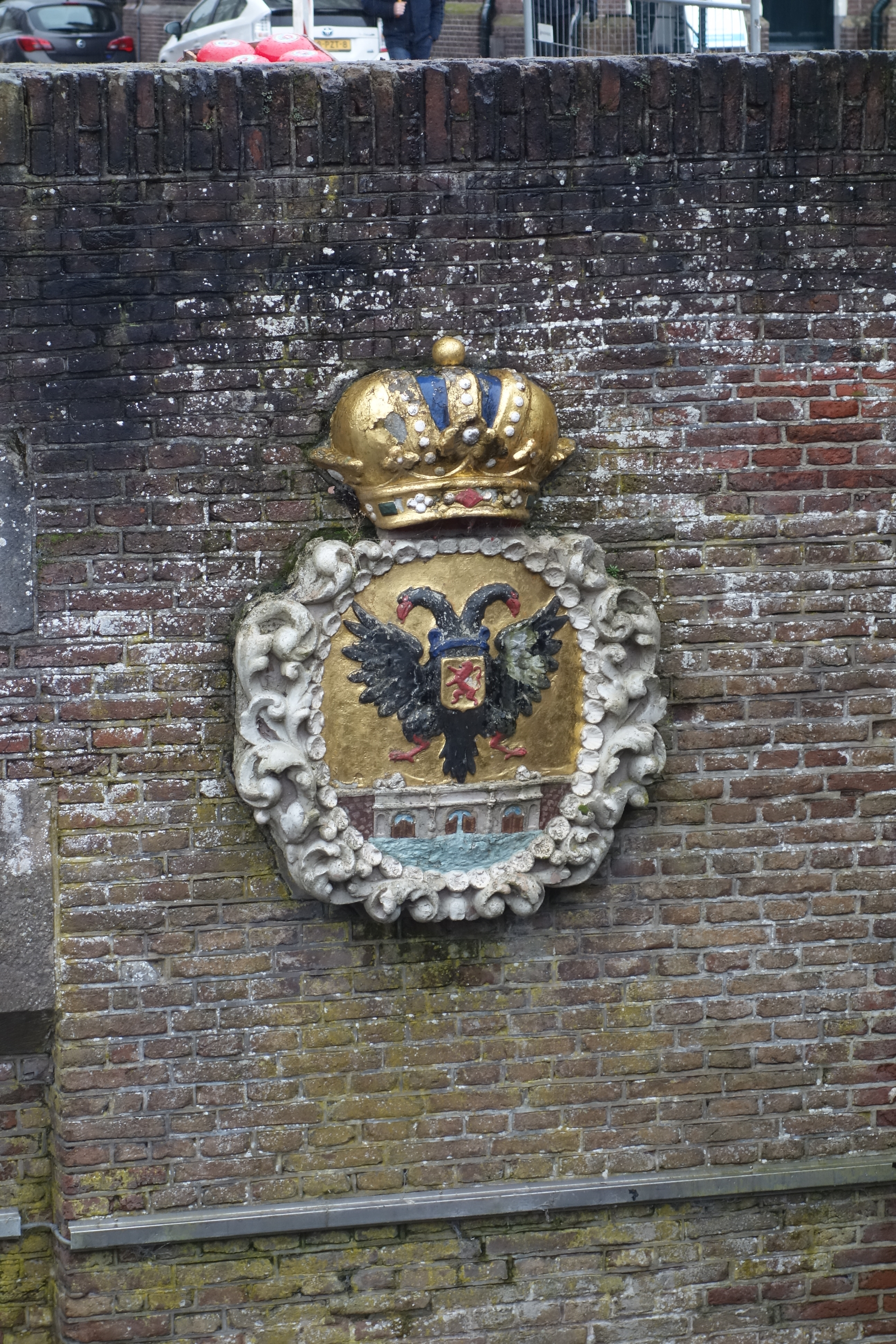
Het wapen in de Damsluis in Edam